# 강서구역
강서구역(江西區域)는 남포시의 구역이다.

## 지리
남포시의 서남부에 위치한다. 서쪽은 온천군, 증산군에 닿아 있으며 동쪽으로는 천리마군과 접한다. 북쪽은 대동군과 접하며 남쪽은 대안구역과 용강군에 접한다. 

## 역사
| Daedongyeojido (Gyujanggak) 09-04.jpg |
| Daedongyeojido (Gyujanggak) 10-05.jpg |

- 1136년(고려 인종 14년), 서경천도운동을 진압한 고려는 서경을 약화시키기 위해 6개 현을 신설했다. 강서현은 이 때 설치된 6개 현 중 하나로, 서경 이악향(梨岳鄕), 대구향(大垢鄕), 갑악향(甲岳鄕), 각묘향(角墓鄕), 독촌향(禿村鄕), 증산향(甑山鄕)의 6개 향을 합하여 신설되었다. 신설된 강서현은 서경의 속현이 되었고 현령이 통치했다. 1394년(조선 태조 3년), 증산향이 증산현으로 분리되었다.[2]

| 개편 이전      | 대략적 위치(《신증동국여지승람》 기준) | 대략적 위치(대한민국 기준)    |
| -------------- | -------------------------------------- | ----------------------------- |
| 이악향(梨岳鄕) | 강서현 객관 북쪽 무학리(舞鶴里)        | 평안남도 강서군               |
| 대구향(大垢鄕) | 강서현 남쪽 30리 초성리(草城里)        | 평안남도 용강군 성암면        |
| 갑악향(甲岳鄕) | 강서현 서쪽 20리 거암리(擧巖里)        | 평안남도 강서군 수산면        |
| 각묘향(角墓鄕) | 강서현 서쪽 15리 서부리(西部里)        | 평안남도 강서군 강서면 삼묘리 |
| 독촌향(禿村鄕) | 미상                                   | 미상                          |
| 증산향(甑山鄕) | 증산현                                 | 평안남도 강서군 증산면        |

- 1929년 4월 1일 신흥면(新興面)·풍정면(豊井面)이 신정면으로, 장안면(長安面)이 함종면에 합면하였다.[4]

| 도령 제7호               |             |
| 구 행정구역              | 신 행정구역 |
| 신흥면(발산리 제외) 일원 | 신정면 일원 |
| 풍정면 일원              | 신정면 일원 |
| 장안면 일원              | 함종면 일부 |
| 신흥면 발산리            | 함종면 일부 |

1952년에 일부가 증산군으로 분리되었고 1978년에 대안시로 개편되었으며 1979년에 남포시, 대안시가 되고 2004년에 대안구역(대안군), 룡강군, 천리마구역(천리마군)과 함께 평안남도의 일부였던 강서군으로 개편하였다. 그러나 2010년에 남포시가 구역을 다시 내오면서 강서군은 남포시의 강서구역으로 개편했다.

## 행정 구역
14동 6리로 구성된다.
- 세길동
- 산업동 (産業洞)
- 샘물동
- 기양동 (岐陽洞)
- 문화동 (文化洞)
- 락원동 (樂園洞)
- 봉상동 (鳳上洞)
- 기산동 (岐山洞)
- 서학동 (西鶴洞)
- 탄포동 (灘浦洞)
- 남산동 (南山洞)
- 전진동 (前進洞)
- 서기동 (西機洞)
- 청산리 (淸山里)
- 태성리 (台城里)
- 덕흥리 (德興里)
- 약수리 (藥水里)
- 삼묘리 (三墓里)
- 수산리 (水山里)
- 잠진리 (箴進里)

## 유적
덕흥리 고분, 강서대묘(삼묘리에 위치)와 같은 고구려 유적들이 다수 남아 있다.

## 산업
1950년대 1차 5개년 계획이 실시할 때, 김일성 국가주석이 강서군 청산리를 방문하여 “청산리정신, 청산리방법”을 통해 새로운 영농과정과 농업발전을 도모하던 곳으로 유명하다. 청산리에는 문화회관, 극장, 도서관 등 문화시설이 집중되어 있고, 외국인들을 위한 관광지로 만들어져 있다.

## 기타
김일성의 두 번째 배우자 김성애, 상명대학교의 설립자 배상명이 강서군 출신이다.

## 같이 보기
- 남포특급시